# 코털

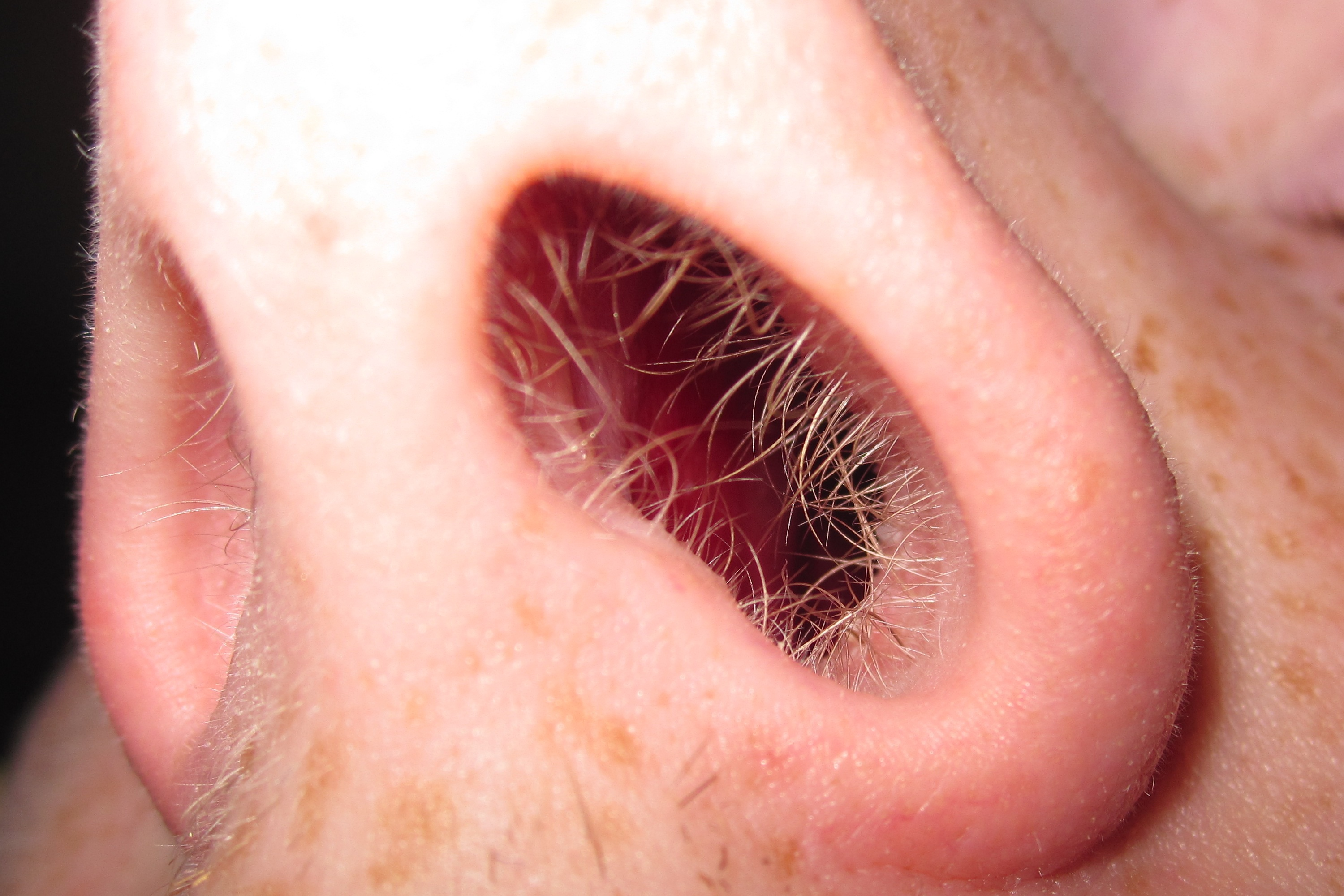
코털

코털은 코 비강에 자라는 굵거나 짧은 털이다. 비모(鼻毛)라고도 한다.
코털의 기능은 코에서 공기를 호흡할 때 이물질이 기관지로 침투하는 것을 막으며 수분을 모으는 기능이 있다. 첫 번째 기능을 뒷받침하는 2011년 연구 결과에 따르면 계절성 비염이 있는 사람들의 콧털 밀도가 증가하면 천식 발병이 감소하는 것으로 나타났다. 이는 아마도 꽃가루 및 기타 알레르기 유발 물질을 걸러내는 콧구멍 털의 용량이 증가했기 때문일 수 있다. 콧털은 비강의 섬모 내벽에 있는 섬모와 다르다. 이러한 섬모는 호흡기에서 발견되는 미세관 기반 구조로 점액섬모 제거 메커니즘에 관여한다.
코털을 뽑게 되면 호흡에 장애가 오는 등 부작용이 생길 수도 있다.

## 제거
소형 회전식 제모기와 전기 면도기용 부착물을 포함하여 코털을 다듬는 데 사용되는 여러 장치가 판매되었다. 트리머는 비강 외부에 나타나지 않는 길이로 모발을 줄인다. 이러한 털을 쉽게 제거하기 위해 한 쌍의 핀셋을 사용할 수도 있다. 왁싱과 같은 다른 방법도 효과가 있다.